# Machijiri Kazumoto

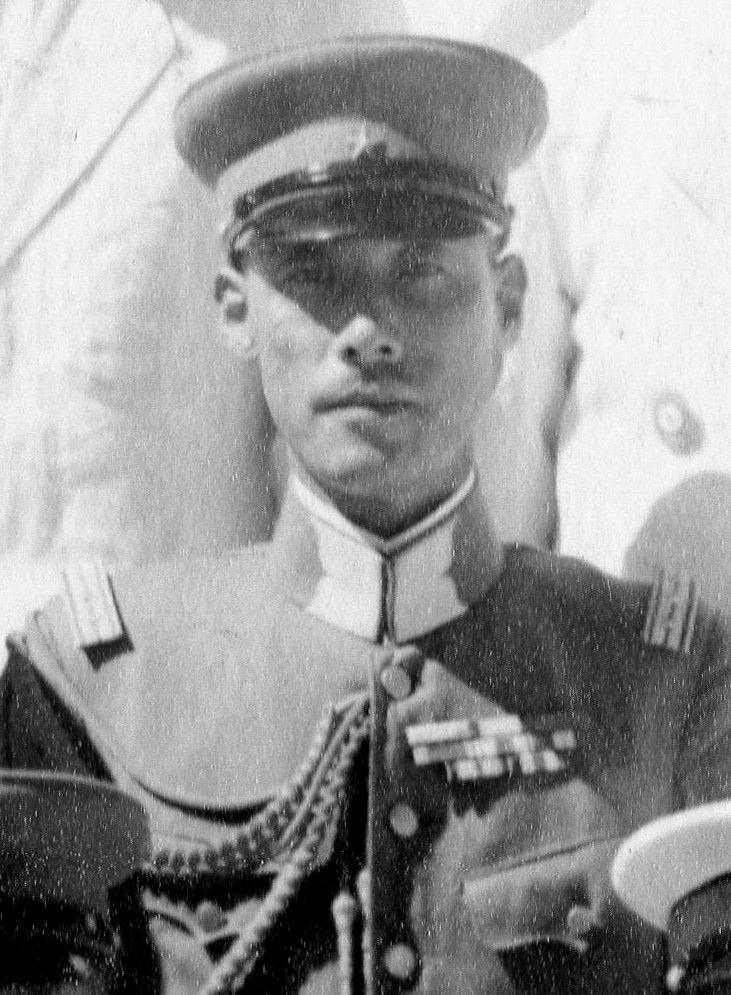
Machijiri Kazumoto

Shishaku Machijiri Kazumoto (japanisch: 町尻 量基; * 30. März 1888 in der Präfektur Kyōto; † 12. Dezember 1950) war ein japanischer Offizier und zuletzt Generalleutnant der Kaiserlichen Armee, der während des Zweiten Weltkrieges zwischen 1942 und 1944 Kommandeur der Indochina-Garnisons-Armee war.

## Leben
Machijiri Kazumote, Sohn des zum Adel (Kazoku) gehörenden Kuge Motonaka Mibu (1835–1906), trug den Adelstitel eines Vizegrafen (Shishaku). Er absolvierte eine Offiziersausbildung an der Heeresoffizierschule (Rikugun Shikan Gakkō), die er 1909 abschloss und an der Ishiwara Kanji, Iimura Jō und Hyakutake Seikichi zu seinen Jahrgangskameraden gehörten. Daraufhin trat er in die Kaiserlichen Armee (Dai-Nippon Teikoku Rikugun) ein und fand in der Folgezeit zahlreiche Verwendungen als Offizier. 1917 war er auch Absolvent der Heereshochschule (Rikugun Daigakkō). Nach verschiedenen weiteren Verwendungen als Offizier und Stabsoffizier war er vom 20. Mai 1930 bis zum 15. März 1935 Aide-de-camp von Tennō Hirohito. In dieser Zeit wurde er am 8. August 1932 zum Oberst (taisa) befördert und war zwischen dem 15. März 1935 und dem 28. Februar 1936 Kommandeur des Artillerieregiments der Kaiserlichen Garde (Konoe shidan), ehe er vom 28. März 1936 bis zum 1. März 1937 als Leiter des Referats Militärische Angelegenheiten im Büro für Militärdienste im Heeresministerium (Rikugun-shō) fungierte.
Nach seiner Beförderung zum Generalmajor (shōshō) am 1. März 1937 war Machijiri zunächst bis zum 5. Oktober 1937 abermals Aide-de-camp von Tennō Hirohito und damit Adjutant des Kaisers in der Anfangsphase des Zweiten Japanisch-Chinesischen Krieges, der am 7. Juli 1937 begann. Daraufhin war er zwischen dem 5. Oktober 1937 und dem 14. April 1938 Leiter des Büros für Militärdienste im Heeresministerium sowie im Anschluss vom 14. April bis zum 10. Juni 1938 stellvertretender Chef des Stabes der in China eingesetzten Regionalarmee Nordchina (Kita Shina hōmengun), deren Oberbefehlshaber zu dieser Zeit General Terauchi Hisaichi war. Daraufhin blieb er in China und fungierte zwischen dem 10. Juni und dem 1. November 1938 als Chef des Stabes der 2. Armee (Dai-ni-gun), mit der er von Juni bis Oktober 1938 an der Schlacht um Wuhan teilnahm.
Nach seiner Rückkehr wurde Generalmajor Machijiri Kazumote am 1. November 1938 erneut Leiter des Büros für Militärdienste im Heeresministerium. Nachdem er am 29. Dezember 1938 von diesem Posten abberufen wurde, wurde er am 31. Januar 1939 abermals in dieses Amt berufen und fungierte bis kurz nach Beginn des Zweiten Weltkrieges am 2. Oktober 1939 wieder als Leiter des Büros für Militärdienste im Heeresministerium. In dieser Verwendung erfolgte am 1. August 1939 auch seine Beförderung zum Generalleutnant (chūjō). Er war vom 2. Oktober bis zum 1. Dezember 1939 zum Generalstab (sambō hombu) abgeordnet und übernahm im Anschluss zwischen dem 1. Dezember 1939 und dem 1. April 1941 als Kommandeur der 6. Division (Dai-roku shidan), der sogenannten „Licht-Division“ (Akari-heidan). Danach fungierte er vom 10. April 1941 und dem 10. November 1942 als Inspekteur für chemische Kriegsführung.
Am 10. November 1942 übernahm Generalleutnant Machijiri den Posten als Kommandeur der Indochina-Garnisons-Armee (Indoshina chuton-gun) und verblieb in dieser Verwendung bis zum 22. November 1944, woraufhin Generalleutnant Tsuchihashi Jūitsu ihn ablöste. Nach seiner Rückkehr war er vom 22. November 1944 bis zum 24. Mai 1945 erneut zum Generalstab abgeordnet und trat im Anschluss am 24. Mai 1945 in den Ruhestand.

## Hintergrundliteratur
- Michael Barnhart: Japan Prepares for Total War. The Search for Economic Security, 1919–1941, Cornell University Press, 1988, ISBN 0-8014-9529-6 (Onlineversion)
- Alvin Coox: Nomonhan. Japan Against Russia, 1939, Stanford University Press, 1990, ISBN 0-8047-1835-0.

## Weblink
- Machijiri, Kazumoto. In: The Generals of WWII (generals.dk). Abgerufen am 18. Juli 2023 (englisch).

| Personendaten    | Personendaten                                                          |
| ---------------- | ---------------------------------------------------------------------- |
| NAME             | Machijiri Kazumoto                                                     |
| ALTERNATIVNAMEN  | 町尻量基 (japanisch)                                                   |
| KURZBESCHREIBUNG | japanischer Offizier, Generalleutnant der Kaiserlich-Japanischen Armee |
| GEBURTSDATUM     | 30. März 1888                                                          |
| GEBURTSORT       | Präfektur Kyōto                                                        |
| STERBEDATUM      | 12. Dezember 1950                                                      |